# 1972年ミュンヘンオリンピックのコロンビア選手団
1972年ミュンヘンオリンピックのコロンビア選手団（1972ねんミュンヘンオリンピックのコロンビアせんしゅだん）は、1972年8月26日から9月11日にかけて西ドイツのミュンヘンで開催された1972年ミュンヘンオリンピックのコロンビア選手団、およびその競技結果。

## メダル
| メダル | 選手名             | 競技       | 種目       |
| ------ | ------------------ | ---------- | ---------- |
| 銀     | Helmut Bellingrodt | 射撃       | 男子10000m |
| 銅     | Clemente Rojas     | ボクシング | フェザー級 |
| 銅     | Alfonso Pérez      | ボクシング | ライト級   |